# Grødem
Grødem ist ein Dorf in der norwegischen Kommune Randaberg in der Provinz Rogaland. 
Es befindet sich am Westufer des Byfjords, unmittelbar nördlich von Stavanger, als deren Vorort Grødem gesehen wird. Das Gemeindezentrum Randaberg liegt zwei Kilometer westlich. Unmittelbar südlich schließt sich die Ortslage von Dusavika an. Am nördlichen Ende Grødems liegt die zum Hafenbereich ausgebaute Bucht Harastadvika. Nördlich des Orts beginnt der den Byfjord querende Byfjordtunnel, durch den die Europastraße 39 geführt wird.
1974 wurde die Grødem skole errichtet. Sie wird zwei- bis dreizügig mit zehn Jahrgangsstufen betrieben und wird von mehr als 500 Schülern besucht (Stand 2020). Auf einem erhöhten Punkt oberhalb des Orts befindet sich die im Jahr 2000 errichtete Kirche von Grødem.
Im Umfeld des Dorfes befinden sich diverse prähistorische Grabstätten. Darüber hinaus bestehen diverse ebenfalls unter Denkmalschutz stehende militärische Bunkeranlagen.

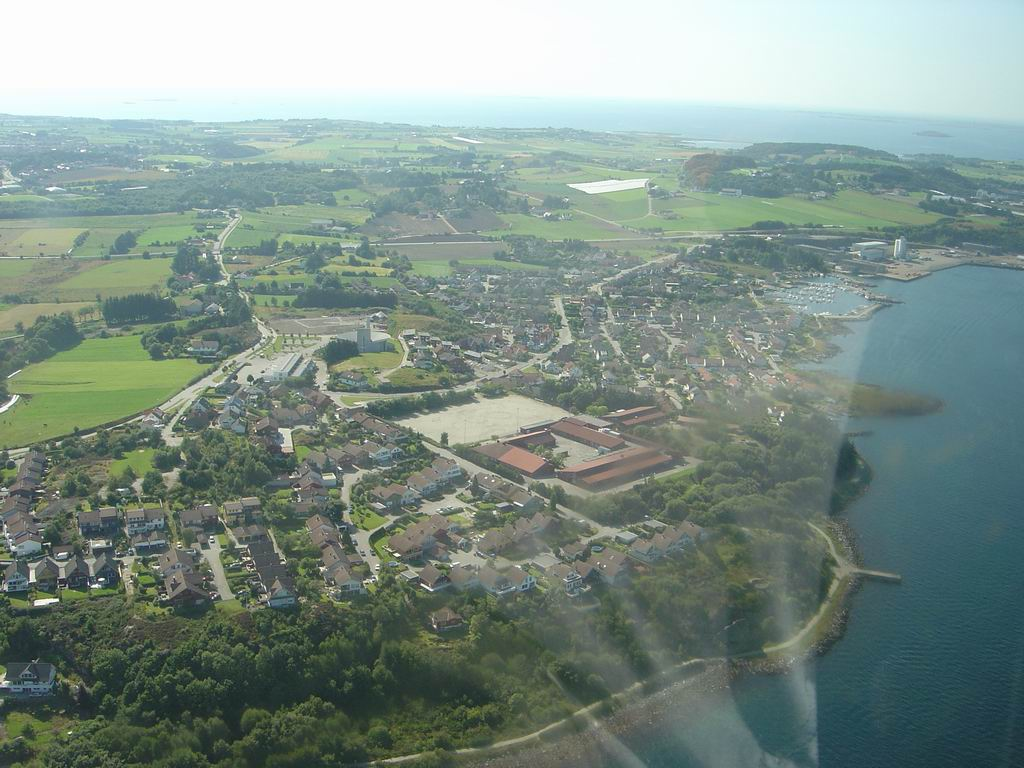
Luftbild, um 2005
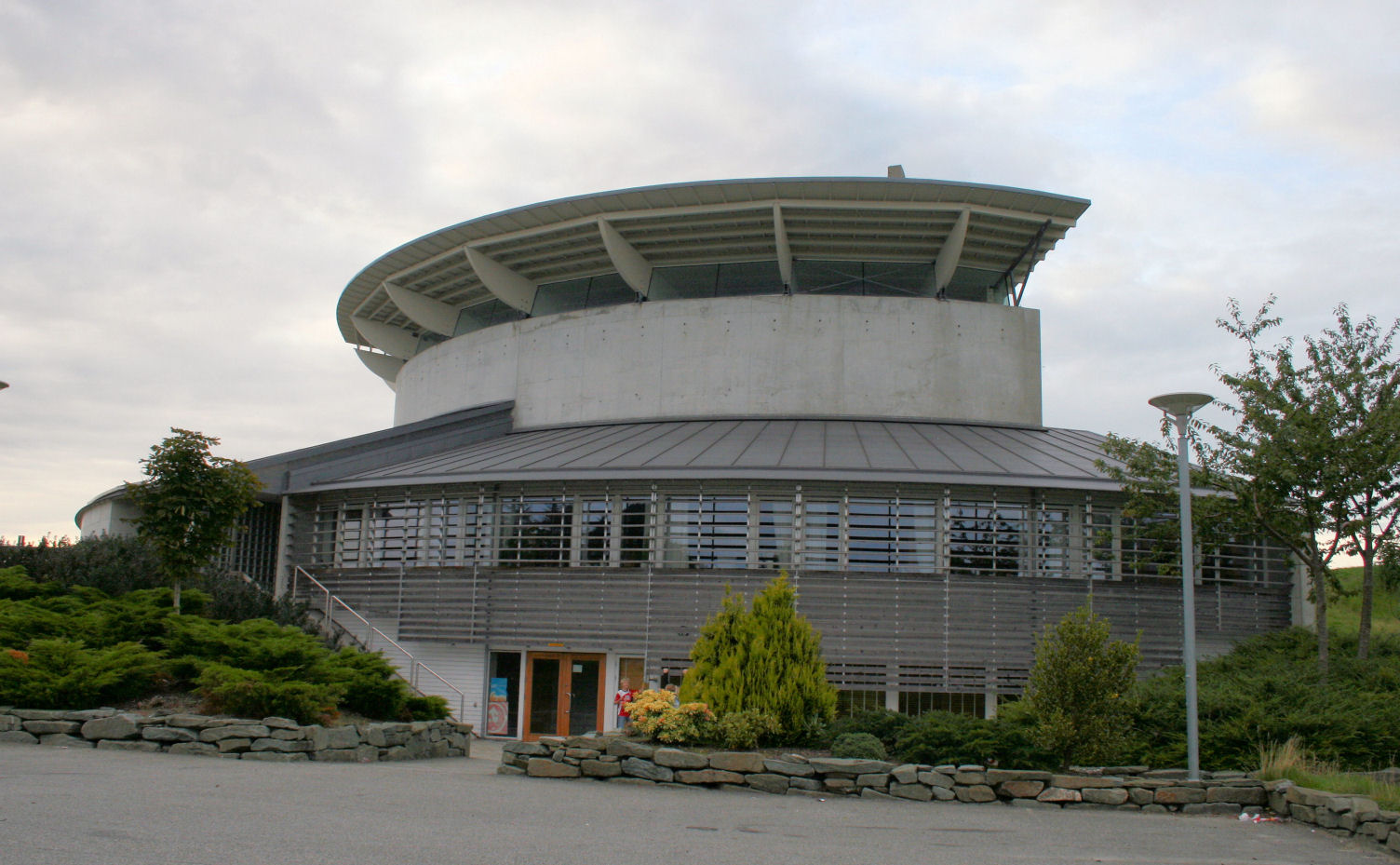
Kirche von Grødem, 2007